# Jan Pieterszoon Sweelinck
Jan Pieterszoon Sweelinck (né en avril ou mai 1562 à Deventer et mort le 16 octobre 1621 à Amsterdam) est un organiste, professeur et compositeur néerlandais dont les œuvres se situent à la jonction des périodes « Renaissance » et « Baroque » de la musique.

## Biographie

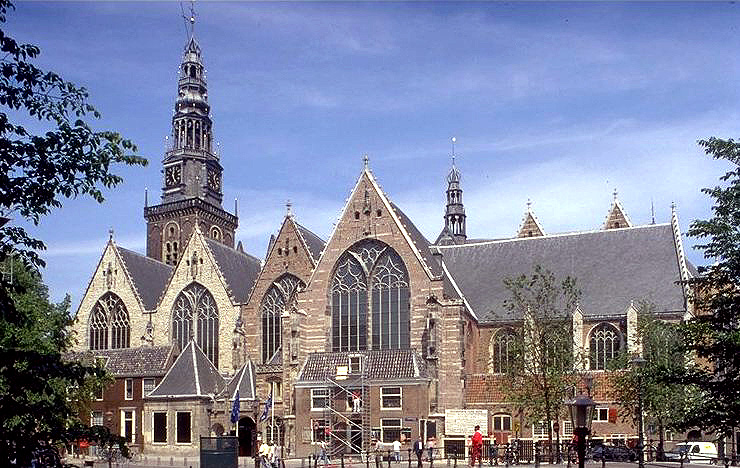
Oude Kerk, l'église d'Amsterdam dont Sweelinck tint l'orgue pendant presque toute sa carrière.

Né à Deventer dans une famille de musiciens, son père Pieter Sywertszoon est organiste. Sa mère, Elsgen Sweling, est la fille du chirurgien de la ville Johan Zwelick : les trois enfants du couple adopteront tous le nom de leur mère comme patronyme.
En 1564, Pieter Sywertszoon est nommé organiste titulaire à la Oude Kerk (la « vieille église ») d'Amsterdam. Cette charge, le jeune Jan Pieterszoon y accède à la mort de son père en 1577, et la conserve durant le reste sa vie jusqu'à son décès en 1621. Il sera d'ailleurs inhumé dans cette église. Son fils Dirk Janszoon Sweelinck prendra alors, à son tour, la relève comme organiste titulaire.
Sweelinck aurait acquis son expérience après avoir étudié auprès de Jan Willemszoon Lossy et de Gioseffo Zarlino, le fameux théoricien (et compositeur), maître de chapelle à la basilique Saint-Marc de Venise – mais ce point reste hypothétique et controversé.

## Œuvres et carrière d'instrumentiste
Il est considéré comme le plus prestigieux représentant, à l'orgue comme au clavecin, de l'école hollandaise ; il est même un des meilleurs spécialistes européens de ces deux instruments avant Jean-Sébastien Bach, à l'égal de l'italien Girolamo Frescobaldi qu'il a peut-être rencontré lorsque celui-ci est venu aux Pays-Bas espagnols.

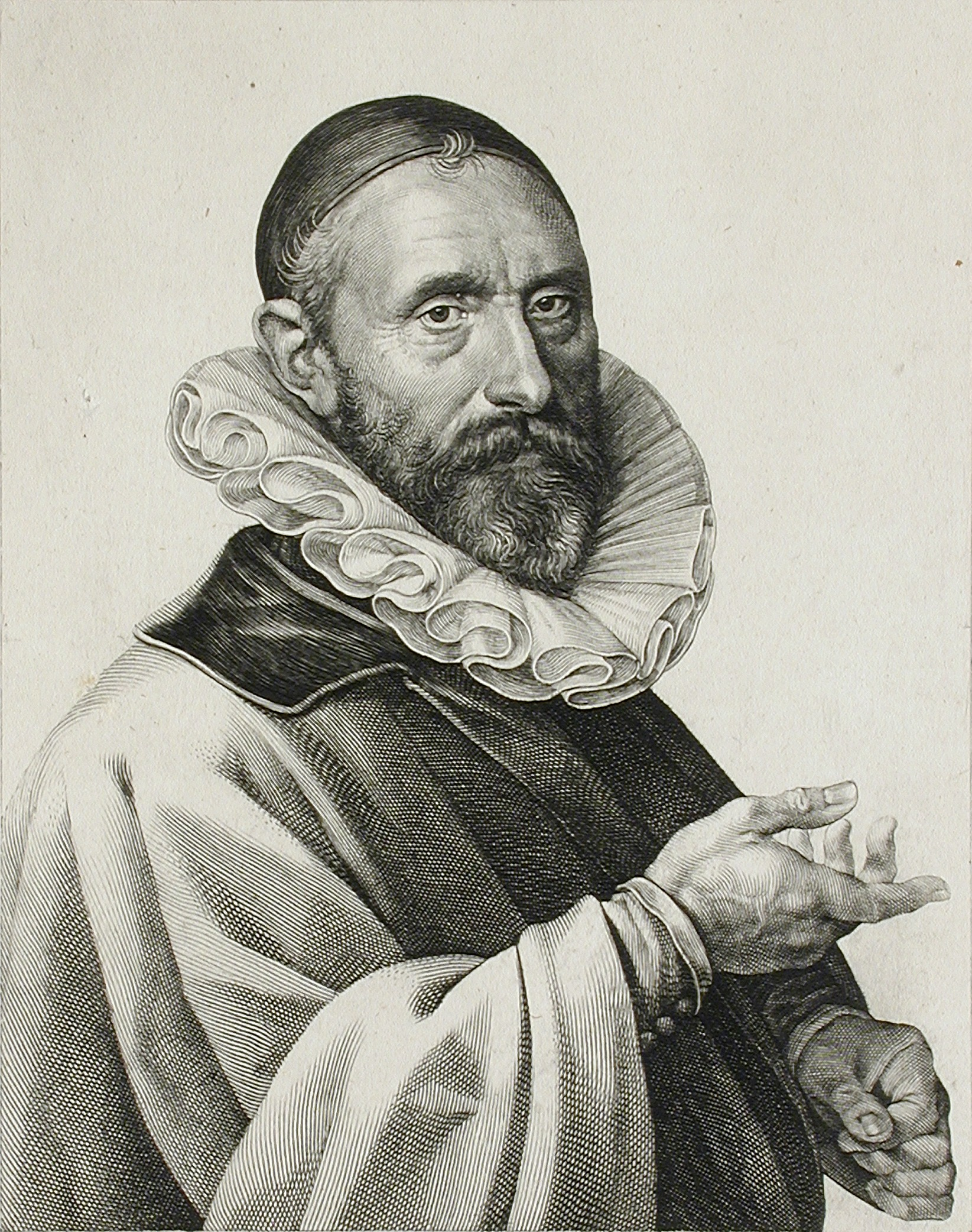
Portrait de Jan Pieterszoon Sweelinck en 1624, gravure de Jan Harmensz.

Pour l'instrument à clavier, il a écrit des ricercare et toccata, ainsi que des arrangements de chorals, chansons et danses. Il est le premier à écrire une fugue pour l'orgue débutant simplement par l'exposé du sujet, en développant ensuite le matériel contrapuntique jusqu'à l'accomplissement et la résolution finale, idée qui est exploitée dans toutes ses ressources, à la fin de la période baroque, par Jean-Sébastien Bach. Par son style, la musique de Sweelinck synthétise la richesse, la complexité et le sens de l'espace des Gabrieli, avec lesquels son séjour supposé à Venise l'aurait familiarisé, et l'utilisation de l'ornementation, ainsi que l'intimité formelle propres à l'école des virginalistes anglais. En ce qui concerne le développement des idées musicales, et particulièrement dans l'utilisation du contre-sujet, des strettes, et des séquences de pédale, ses œuvres vont bien au-delà de ce que fait Frescobaldi, son principal contemporain : elles annoncent de fait celles de J. S. Bach.
Improvisateur de génie, il est surnommé de son vivant l'« Orphée d'Amsterdam ». On conserve de lui plus de 70 pièces pour les instruments à clavier et, certainement un bon nombre d'entre elles sont assurément semblables à celles que Sweelinck improvisait pour les habitants d'Amsterdam vers 1600. Même sa musique vocale, relativement plus traditionnelle, illustre une grande sophistication rythmique et une richesse inhabituelle de procédés contrapuntiques.
Sa renommée repose aussi sur ses compositions vocales, car il écrit pendant sa carrière quelque 320 œuvres de tous types : chansons, madrigaux, motets, psaumes, avec ou sans basse continue. Quelques-unes de ses innovations sont d'importance dans l'évolution de la musique, en particulier dans le domaine de la fugue.
Comme professeur, son influence est sans doute aussi importante que dans le domaine de la composition, car il a eu pour disciples les meilleurs représentants de l'école d'orgue d'Allemagne du Nord, dont Jacob Praetorius le Jeune, Heinrich Scheidemann, Paul Siefert, Andreas Düben, Melchior Schildt, Samuel et Gottfried Scheidt. Il est, pour cette raison, surnommé le « faiseur d'organistes » et, à l'évidence, il a été très sollicité pour son enseignement, accueillant souvent dans son propre logis ses élèves même si ceux-ci y séjournaient pendant plusieurs mois.
De son vivant, sa réputation est déjà européenne. Des pièces de sa composition apparaissent dans le Fitzwilliam Virginal Book, un des principaux recueils de musique composée à son époque par des musiciens anglais. Sweelinck a notamment composé des variations sur la Paduanæ Lachrimæ de John Dowland ; le compositeur anglais exilé sur le continent. John Bull a en outre composé des variations sur un thème de Sweelinck : tout ceci prouve à l'évidence les relations étroites entre les foyers musicaux de part et d'autre de la Manche.

## Exemple sonore
« Est-ce mars ? », pièce pour instrument à clavier composée vers 1600, comprenant 7 variations sur un thème populaire de Pierre Guédron.
Registration : Chaque variation fait entendre une registration différente.
1. Bourdon 8 solo
2. Bourdon 8, Flûte 4
3. Bourdon 8, Flûte 4, Doublette
4. Bourdon 8, Flûte 4, Prestant, Doublette, petit Plein Jeu
5. Cornet
6. Fonds et Mixtures
7. Régale solo

## Hommages
Le compositeur néerlandais Klaas de Vries compose en 2011 Le Tombeau de Sweelinck, lamentation instrumentale pour viole de gambe et quatre flûtes à bec (durée : environ 8 min).
L'astéroïde (7621) Sweelinck est nommé en son honneur.

## Discographie
- Fantaisies et Variations - Louis Thiry, Orgue Kern de l'Église Notre-Dame-des-Blancs-Manteaux de Paris (1972, Arion)
- Œuvres pour le clavier - Noëlle Spieth, clavecin (1987, Solstice)
- Hortus Voluptatis : Chansons pour orgue de la Renaissance - Juliette Grellety-Bosviel à l'Orgue Mounier de Francheville (2003, Hortus HOR029) - 5 Diapason.
- The Secular Vocal Works, Gesualdo Consort Amsterdam, dir. Harry van der Kamp (2009, 3CD Glossa GCD 922401) - Diapason d'Or
- Cantiones Sacrae, Gesualdo Consort Amsterdam, dir. Harry van der Kamp (2011, 2CD Glossa GCD 922406) - Diapason d'Or
- The Complete Psalms, Gesualdo Consort Amsterdam, dir. Harry van der Kamp (2012, 12CD Glossa GCD 922407)
- L'Œuvre intégrale pour clavier, Léon Berben, orgue et clavecin (2015, 7CD Æolus AE 11021) - Diapason d'Or